# Porte-greffe (vigne)

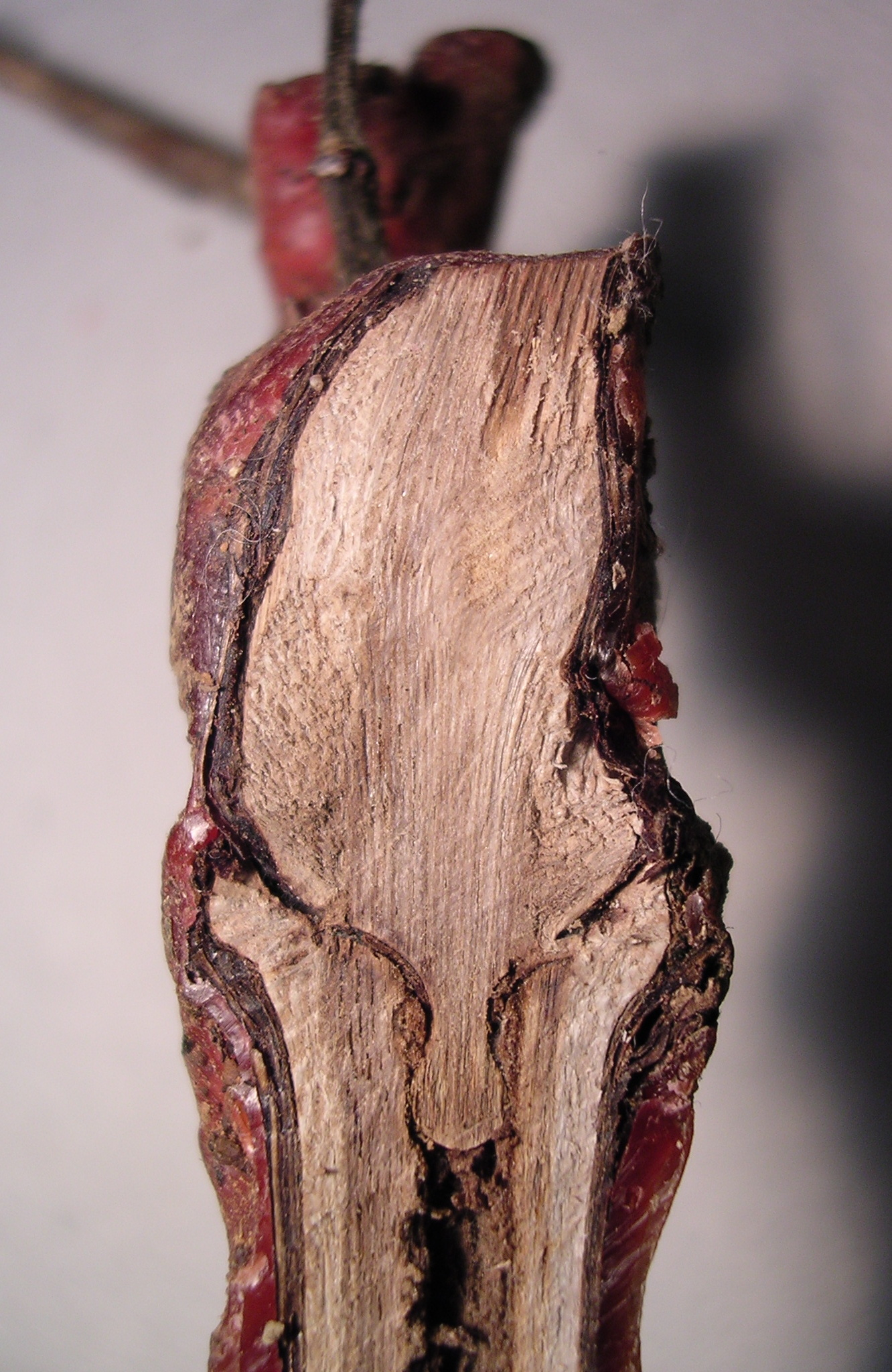
Greffe de vigne, la partie du greffon au dessus, le porte-greffe en dessous. (Greffage en forme Oméga)

Un porte-greffe de la vigne constitue la partie enterrée du pied de vigne et sert de support au greffon.
Il est souvent choisi pour être résistant au phylloxéra et adapté au sol où il est planté. Pour cela différents genres de Vitis peuvent être utilisés ou croisés entre eux.

## Origine
La vigne Vitis vinifera est cultivée sur le pourtour méditerranéen depuis plusieurs millénaires, franche de pied, c'est-à-dire sans porte-greffe.
La découverte d'autres variétés de vigne en Amérique (Vitis labrusca, Vitis riparia, Vitis berlandieri, Vitis aestivalis...) ou en Asie, (Vitis amurensis) entraîne des tentatives d'acclimatation en Europe au XIXe siècle ; avec elles arrive le phylloxéra, un insecte radicicole venu d'Amérique, inféodé à la vigne,. 
Il cause de nombreux dégâts, et après de nombreux essais de traitements, aussi coûteux qu'infructueux, la seule solution pour sauver les vignes européennes, découverte par le botaniste Jules Émile Planchon en 1873, s'avère le greffage sur plant américain ou des hybrides franco-américains. 
Victor Ganzin est le premier à obtenir des hybrides résistants au phylloxéra, à partir d'un croisement réalisé en 1877 entre l'Aramon et le Rupestris Ganzin, variété de V. rupestris venant des États-Unis. Georges Couderc crée plus de 22 000 hybrides provenant de croisements entre espèces américaines ou entre V. vinifera et espèces américaines ; à partir de 1881, ses créations connaissent la célébrité dans les vignobles du monde entier.
Les premières tentatives sur des vignes américaines aboutissent à des succès mitigés selon le sol. Les vignes américaines aiment peu le calcaire et les vignobles de Cognac et Champagne ont beaucoup de difficultés à greffer. Cette solution suscite d'abord une vive hostilité chez les producteurs, notamment chez les Bourguignons qui dénoncent les « américanistes » et préfèrent lutter contre le phylloxera à l'aide du sulfure de carbone, qui s'avère très coûteux. Aujourd'hui, certains porte-greffes sont des hybrides entre les vignes américaines et la vigne européenne, combinant la résistance au phylloxéra des unes à la tolérance au calcaire de l'autre. 
Il existe de nombreux porte-greffes adaptés à toute sorte de situations géographiques, climatologiques et pédologiques.
Ainsi, la quasi-totalité des vignes du monde sont greffées sur plants américains ou hybrides[réf. nécessaire], à l'exception de régions où le phylloxéra ne peut se développer, ou de vignes poussant sur un sol sableux, comme Tahiti, certaines zones méditerranéennes, et diverses régions dans le monde. Selon l'ingénieur agronome Jean-Paul Legros, « le viticulteur imprudent qui tenterait [aujourd'hui] de planter une vigne sans la greffer verrait bientôt les ceps détruits par une armée de pucerons surgis de nulle part ».
|  |

## Création variétale des porte-greffes

### Qualité des espèces de vitacées
| Genre             | Précocité    | Vigueur conférée   | Résistance au calcaire | Résistance au phylloxera | Résistance au sel | Bouturage et greffage |
| ----------------- | ------------ | ------------------ | ---------------------- | ------------------------ | ----------------- | --------------------- |
| Vitis berlandieri | tardif       | variable           | très bonne             | très bonne               | quasi nulle       | mauvais               |
| Vitis candicans   | moyen        | bonne              | très faible            | moyenne                  | correcte          | très moyen à bon      |
| Vitis labrusca    | précoce      | bonne              | très faible            | faible                   | quasi nulle       | très bonne            |
| Vitis riparia     | très précoce | faible à moyenne   | très faible            | très bonne               | quasi nulle       | très bonne            |
| Vitis rupestris   | précoce      | bonne à excellente | faible                 | très bonne               | quasi nulle       | très bonne            |
| Vitis vinifera    | variable     | variable           | très bonne             | nulle                    | assez bonne       | très bonne            |

Les quatre principaux géniteurs de porte-greffe.
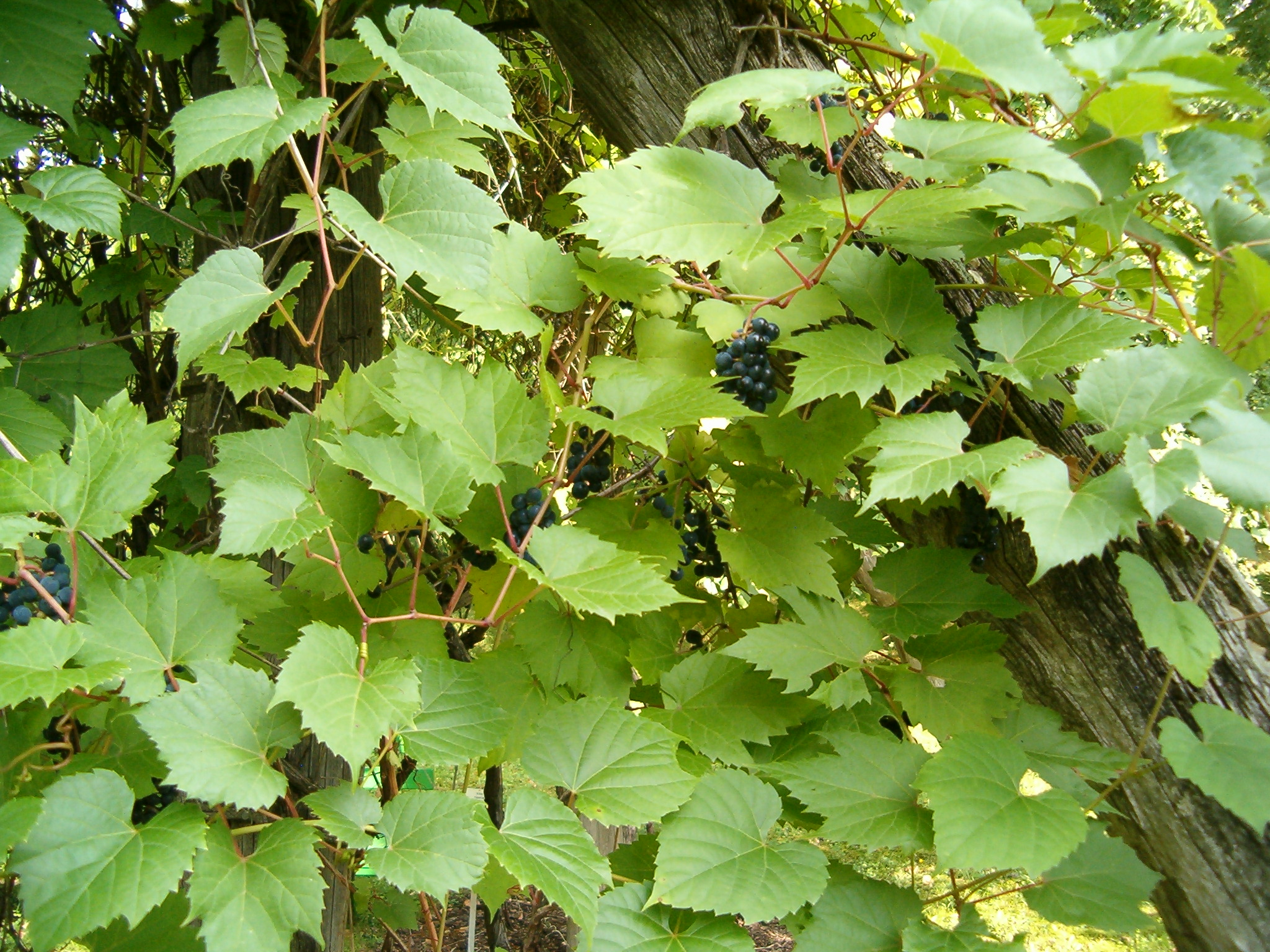
Vitis riparia
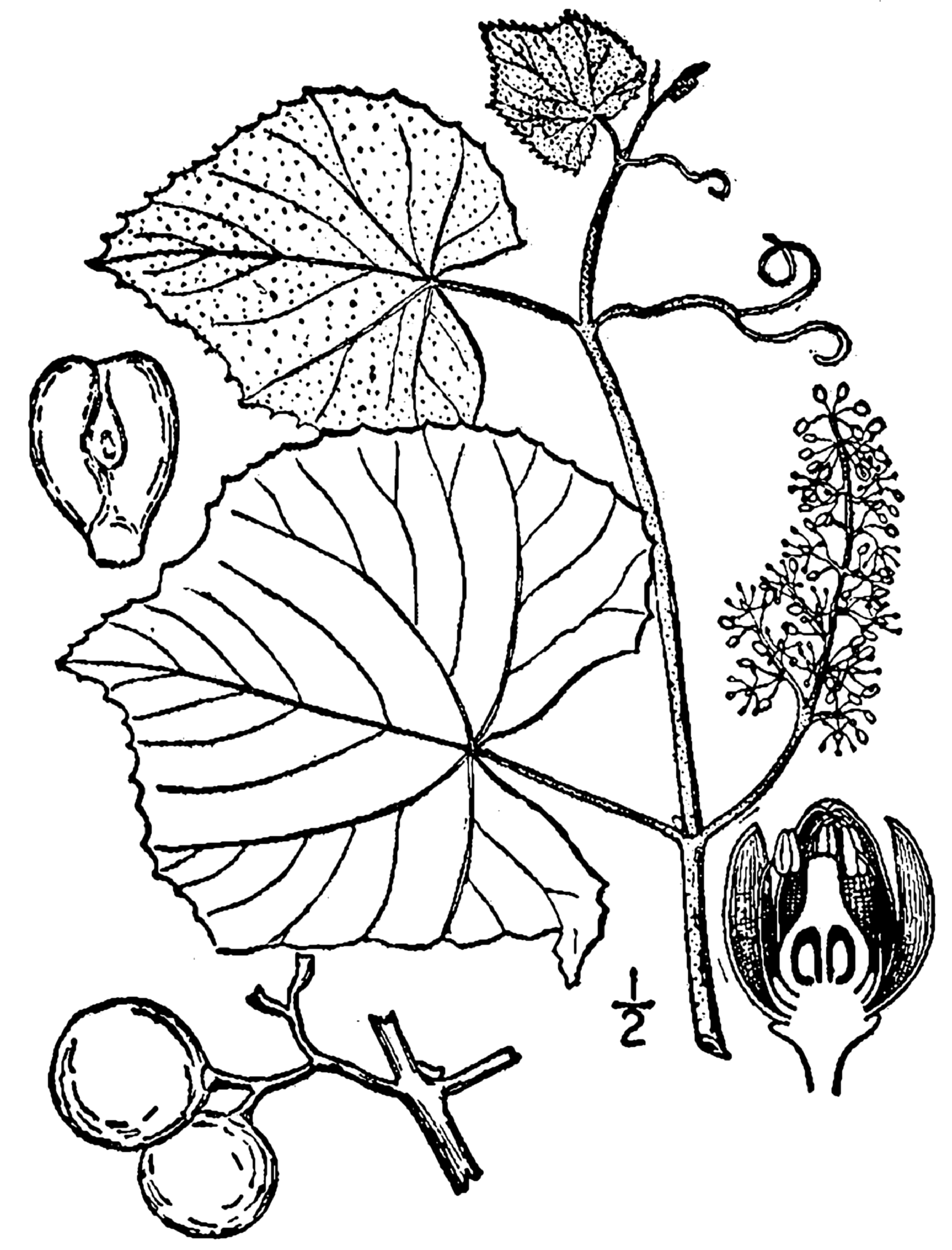
Vitis labrusca
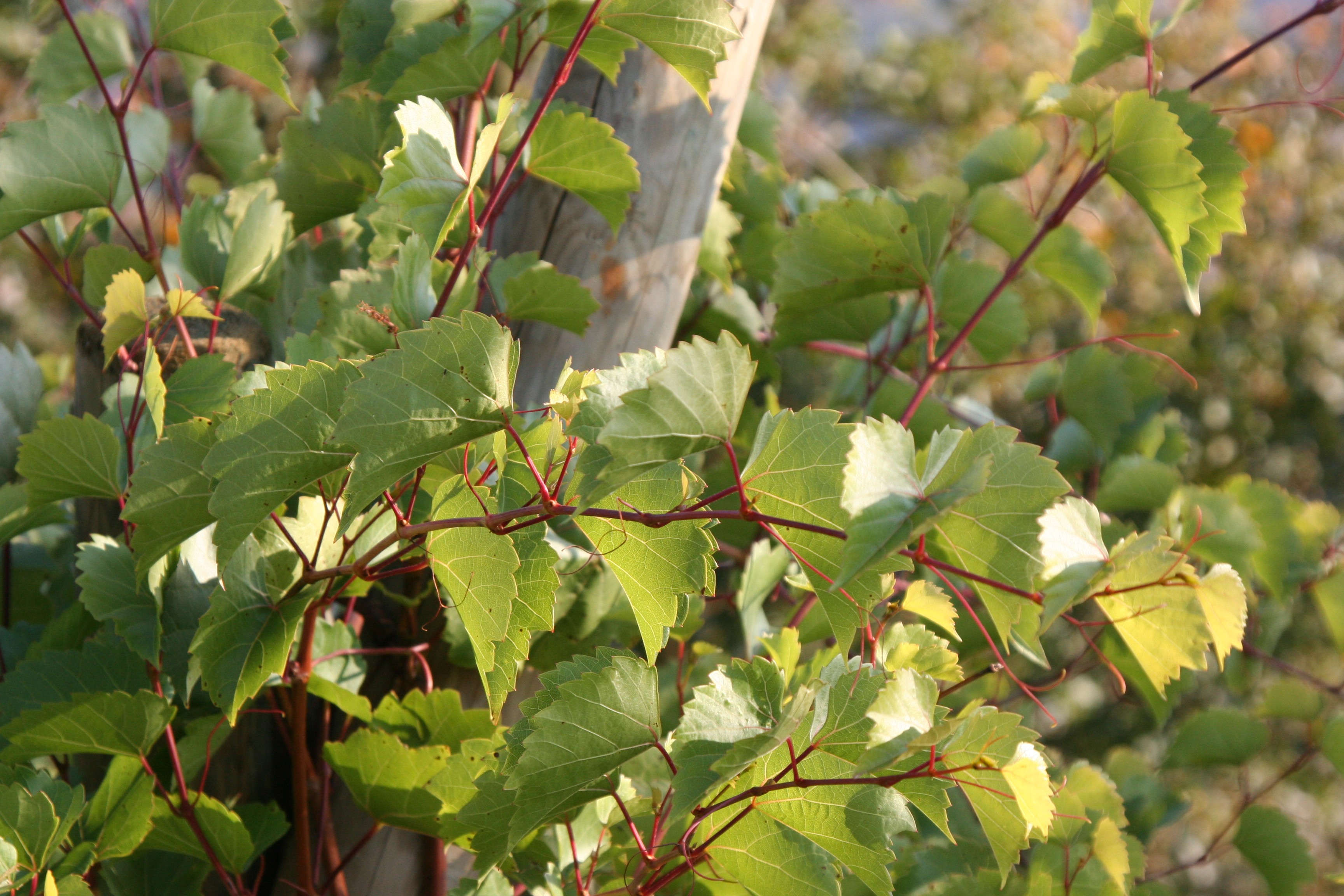
Vitis rupestris
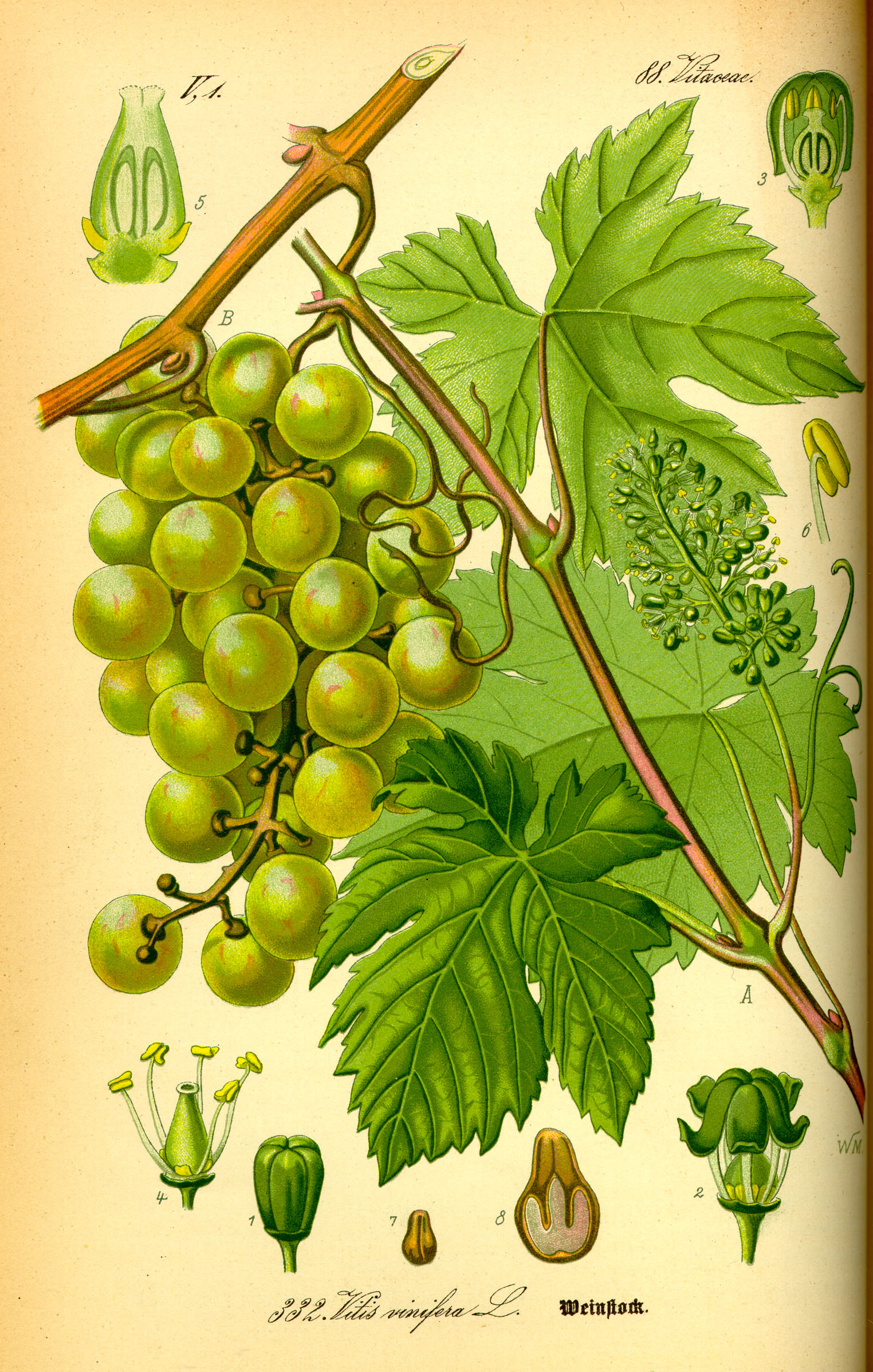
Vitis vinifera

La précocité est importante en zone de culture septentrionale. Entre un porte-greffe induisant de la précocité et un porte-greffe retardant la maturité du raisin, la différence peut signifier un produit de qualité contre un autre pas mûr ou pourri car cueilli après des intempéries.
La vigueur de la vigne correspond à la vitesse de croissance et à l'exubérance du feuillage. Elle s'accompagne de rendement idoine et retarde la maturité du raisin. Non souhaitée pour les vignobles septentrionaux, elle est recherchée en zone sèche ou pauvre ; dans ces cas, la vigne est plus apte à coloniser le sol à la recherche des éléments qui lui manquent.
La résistance au calcaire correspond à l'aptitude à supporter une proportion de calcaire actif. Le calcaire bloque la solubilité du fer dans le sol, l'empêchant d'être disponible pour la plante. Cet accident nutritionnel s'appelle la chlorose ferrique et se manifeste par un jaunissement du feuillage et une mauvaise photosynthèse.
La résistance au phylloxera est la capacité à circonscrire la tubérosité provoquée par la piqûre de l'insecte ravageur. Les cépages sensibles ont des excroissances nécrosées qui affaiblissent le pied de vigne et peuvent le conduire à la mort.
La résistance au sel est la capacité à pousser en sol où la richesse en sel est importante. Ces sols généralement en bord de mer, sont prépondérants sur les cordons littoraux et sur certaines îles battues par les embruns. Quelques porte-greffes admettent jusqu'à 1 pour mille là où Vitis vinifera tolère jusqu'à trois pour mille. L'usage de vignes franches de pied (bouture sans porte-greffe) peut se faire en zone sableuse où le phylloxera ne peut se déplacer ou en zone inondable où il est noyé l'hiver par une immersion des parcelles.
La reprise au bouturage et au greffage est un critère de prix de revient du pied de vigne. Un assemblage greffon-porte-greffe inadéquat demande un grand nombre d'individus greffés à cultiver pour en avoir un petit nombre de réussites. Il existe des incompatibilités reconnues entre un porte-greffe et un cépage : par exemple entre le fercal et le cabernet-sauvignon.

### Croisements
Liste des principaux porte-greffes utilisés en France en fonction de leur origine. Le signe x signifie "croisement entre" :
- Vitis riparia x Vitis rupestris  : 101-14MG; 3309C
- Vitis riparia x Vitis berlandieri  : 8B; 161-49C; SO4; 5BB; 420A; 5C; RSB1; 125AA; 34EM
- Vitis rupestris x Vitis berlandieri  : 1447P; 99R; 110R; 140Ru; 1103P
- Vitis berlandieri x Vitis vinifera  : BC2; 41B; 333EM; Fercal
- Vitis rupestris x Vitis vinifera  : ARG1; 1202C
- Vitis riparia x ARG1  : 4010Cl
- Vitis riparia x (Vitis vinifera x Vitis rupestris )  : 196-17Cl
- Vitis riparia x (Vitis cordifolia x Vitis Rupestris) : 4453M
- Vitis riparia x Vitis labrusca  : Viala
- 161-49C x 3309C  : Gravesac

### Usage des porte-greffes en France
| Type de sol                                          | Sols acides                             | Sols neutres                                       | IPC < 5                                            | IPC < 10                                      | IPC < 20                           | IPC < 30                        | IPC < 40            | IPC < 50             | IPC < 60             | IPC < 90       | IPC < 120 |
| ---------------------------------------------------- | --------------------------------------- | -------------------------------------------------- | -------------------------------------------------- | --------------------------------------------- | ---------------------------------- | ------------------------------- | ------------------- | -------------------- | -------------------- | -------------- | --------- |
| Sols superficiels secs                               | 1103 P, 140 Ru                          | 161-49, 44-53 M, 110 R, 1103 P                     | 161-49, 44-53 M, 110 R                             | 161-49, 44-53 M, 110 R                        | 161-49, 110 R                      | 161-49, 110 R                   | 161-49, 140 Ru      | 140 Ru               | 140 Ru               | 140 Ru         |           |
| Sols superficiels humides au printemps               | gravesac, 196-17 Cl                     | RGM, 101-14, gravesac, SO4, 5 BB                   | RGM, 101-14 MGt, gravesac, SO4, 5 BB               | 101-14, gravesac, SO4, 5 BB                   | gravesac, fercal, SO4, 5 BB        | fercal, SO4, 5 BB               | fercal, 5 BB        | fercal               | fercal               | fercal         | fercal    |
| Sols moyennement profonds secs                       | 3309 C, gravesac, 1103 P, 140 Ru        | 3309 C, 161-49, 44-53 M, gravesac, SO4, 110 R      | 3309 C, 161-49, 44-53 M, gravesac, SO4, 110 R      | 3309 C, 420 A, 161-49, 44-53 M, SO4, 110 R    | 420 A, 161-49, 41 B, SO4, 110 R    | 420 A, 161-49, 41 B, SO4, 110 R | 420 A, 161-49, 41 B | 41 B, fercal, 140 Ru | 41 B, fercal, 140 Ru | fercal, 140 Ru | fercal    |
| Sols moyennement profonds bien drainés naturellement | 3309 C, gravesac, 5 BB                  | RGM, 101-14, 3309 C, 420 A, 44-53 M, gravesac, SO4 | RGM, 101-14, 3309 C, 420 A, 44-53 M, gravesac, SO4 | 101-14, 3309 C, 420 A, 44-53 M, gravesac, SO4 | 420 A, 41 B, gravesac, fercal, SO4 | 420 A, 41 B, fercal, SO4        | 420 A, 41 B, fercal | 41 B, fercal         | 41 B, fercal         | fercal         | fercal    |
| Sols moyennement profonds humides au printemps       | gravesac, 196-17 Cl, 5 BB               | RGM, 196-17 Cl, 5BB                                | RGM, 196-17 Cl, 5BB                                | fercal, 5 BB                                  | fercal, 5 BB                       | fercal, 5 BB                    | fercal, 5 BB        | fercal               | fercal               | fercal         | fercal    |
| Sols profonds drainés naturellement                  | 3309 C, gravesac                        | RGM, 101-14, 3309 C, 420 A, gravesac               | RGM, 101-14, 3309 C, 420 A, gravesac               | 101-14, 3309 C, 420 A, gravesac               | 101-14, 3309 C, 420 A, gravesac    | 420 A, 41 B, gravesac, fercal   | 420 A, 41 B, fercal | 420 A, 41 B, fercal  | 41 B, fercal         | 41 B, fercal   | fercal    |
| Sols profonds humides au printemps                   | Sols inadaptés à la culture de la vigne |                                                    |                                                    |                                               |                                    |                                 |                     |                      |                      |                |           |